# 佐伯祐三
佐伯佑三（日语：／ Saeki Yuzō，1898年4月28日—1928年8月16日）是一位日本西洋畫家，他將野獸派和現代主義帶入了20世紀早期的日本畫之中。
佐伯佑三出生於大阪，1918年進入東京美術學校（今東京藝術大學）學習西洋畫，後來在1924年至1926年前往法國巴黎，1926年回國之後再第二年8月再度前往法國，但1928年3月結核病復發并產生精神問題，一度自殺未遂，同年8月在妻子的陪伴下逝世。

## 延伸阅读
- 東京國立近代美術館 (编), 没後50年記念佐伯祐三展, 朝日新闻社, 1978
- 練馬區立美術館 横山胜彦 和歌山県立近代美术馆 寺口淳治 (编), 「佐伯祐三ー芸術家への道ー」展 図録, 印象社, 2005
- 桥爪节也 熊田司 菅谷富夫 (编), 没後80年記念 佐伯祐三展 ーパリで夭折した天才画家の道ー, 產經新聞大阪本社, 2008
- 新宿历史博物馆 (编), 新宿区立佐伯祐三アトリエ記念館開館記念特別展 「佐伯祐三展ー下落合の風景ー」, 新宿历史博物馆, 2010
- 大阪新美术馆建设准备室 読売新闻大阪本社企画事业部 (编), 大阪新美術館コレクション 佐伯祐三とパリ ポスターのある街角, 讀賣新聞大阪本社, 2013

## 外部連結
- 新宿区立佐伯公園（旧宅，2010年改為佐伯佑三紀念館。）